# General Baldissera
General Baldissera é um município da província de Córdova, na Argentina.